# 网纹哈鳞虫
网纹哈鳞虫（学名：Harmothoe dictyophora）为多鳞虫科哈鳞虫属的动物。分布于红海、伊朗湾、澳大利亚、越南以及中国南海等海域，常见于热带。